# Port lotniczy Marib
Port lotniczy Marib – międzynarodowy port lotniczy położony w mieście Marib, w Jemenie.